# 蘇爾茨山
47°43′46″N 11°37′17″E / 47.729568°N 11.621253°E

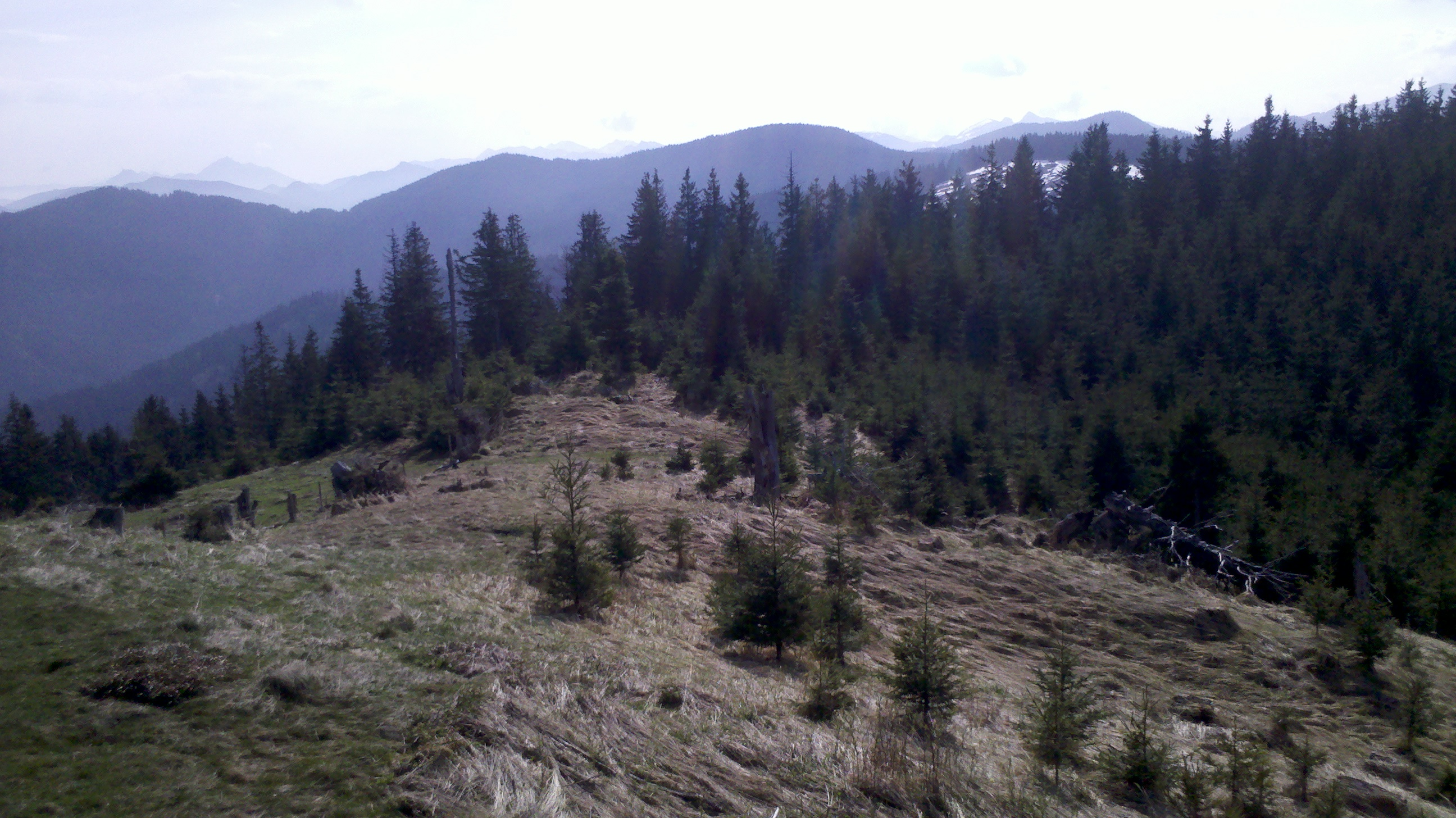

蘇爾茨山（德語：Sulzkopf），是德國的山峰，位於該國東南部，由巴伐利亞負責管轄，屬於巴伐利亞前阿爾卑斯山脈的一部分，距離雷謝爾山0.6公里，海拔高度1,279米，每年平均降雨量1,052毫米。